# NRW.Invest

Logo

NRW.INVEST GmbH est une agence de développement économique appartenant au land de Rhénanie-du-Nord-Westphalie (NRW). Elle a pour mission de prospecter et d'assister les sociétés étrangères ainsi que de promouvoir à l'international la Rhénanie-du-Nord-Westphalie comme place économique. Jouant le rôle de guichet unique pour les investisseurs étrangers, NRW.INVEST soutient les entreprises internationales dans leurs projets d’investissement en Rhénanie-du-Nord-Westphalie. 
Elle a son siège à Düsseldorf. Elle entretient des filiales au Japon et aux États-Unis, et des antennes en Chine, en Angleterre, en Inde, en Israël, en Corée, en Pologne, en Russie et en Turquie.
Elle est fondée en 1960 afin d'attirer des investissements étrangers permettant de remédier à la crise de l'industrie minière.

## Missions et services
Le but de NRW.INVEST est d'attirer des investissements directs internationaux (FDI) dans le land de Rhénanie-du-Nord-Westphalie, en compétition notamment avec des régions métropoles européennes comme Londres, Paris ou la ville néerlandaise de Randstad ainsi que d’autres conurbations. Pour ce faire, elle se charge de conseiller et d'assister les futurs investisseurs lors de leur processus d'implantation.  
NRW.INVEST prodigue des informations d'ordre général, mais peut aussi conseiller les investisseurs potentiels sur des questions spécifiques, par exemple en analysant les projets d‘investissement et en fournissant une aide pour découvrir un site adéquat. Elle fournit ainsi un portail des surfaces industrielles, permettant de rechercher des surfaces industrielles libres en Rhénanie-du-Nord-Westphalie. 
Elle assiste aussi les entreprises lors des démarches administratives en les aidant à obtenir les visas ou les concessions nécessaires, chose facilitée par son lien étroit avec les autorités du Land.

## Activités à l’étranger
En plus de son siège central à Düsseldorf, la société est représentée à l’international par deux sociétés filiales et treize antennes extérieures. Elles opèrent à titre de bureaux de contact avec les milieux économiques, politiques et administratifs dans les pays respectifs, font de la publicité pour la Rhénanie-du-Nord-Westphalie et prospectent des investisseurs directement sur place. 
Depuis 2007, NRW.INVEST déploie des activités sur les marchés en pleine croissance de l’Inde et de la Turquie et a ouvert à la mi-2007 une antenne dans la ville indiennes de Pune ainsi qu'à Istanbul. L'importance du travail de prospection de l'agence est illustré par l'exemple japonais : le land de Rhénanie-du-Nord-Westphalie accueille depuis 1970 environ 600 sociétés japonaises, ce qui a valu à la capitale du land Düsseldorf son surnom de « Petit-Tokyo ». 
NRW.INVEST entretient d’autres bureaux de représentation à Nanjing, Shanghai, Pékin, Chengdu, Guangzhou, Sichuan, Séoul, Silicon Valley, Saint-Pétersbourg, Londres, Moscou, Tel Aviv et Varsovie. L'agence a créé en 2008 une deuxième société filiale à Chicago.

## Investissements directs étrangers
La Rhénanie-du-Nord-Westphalie abrite un nombre importante de grandes entreprises allemandes, comme Bayer, Bertelsmann, Deutsche Post DHL, Deutsche Telekom, E.ON, Henkel, Metro, Rewe, RWE et ThyssenKrupp. 
En 2017, le Land a reçu 172,5 milliards d‘euros d'investissements directs étrangers, ce qui le place premier d'Allemagne dans le domaine. Il compte plus de 20.000 entreprises étrangères qui dirigent leurs activités en Allemagne ou en Europe depuis le Land, ce qui revient à ce que près d'une entreprise étrangère sur quatre en Allemagne soit établie en Rhénanie-du-Nord-Westphalie. On compte parmi elles notamment BP, 3M, Ericsson, Ford, Fujitsu, Huawei,  QVC, Toyota, UPS ou Vodafone.